# Micaria parvotibialis
Micaria parvotibialis (лат.) — вид пауков рода Micaria из семейства гнафозиды (Gnaphosidae).

## Этимология
Название вида происходит от латинских прилагательных parvus (короткий) и tibialis (относящийся к голени). Название относится к очень короткой голени пальп самцов, которая составляет примерно половину длины цимбиума.

## Описание
Мелкие наземные пауки, длина тела около 2,5 мм. Самцов этого вида можно отличить от других более крупных афротропических Micaria по очень короткой голени, небольшому наклону MA внутрь, отсутствию RTA и малой кривизне семенного протока. Самки этого вида неизвестны. Карапакс тёмно-коричневый; брюшко тёмно-коричневое или чёрное; бёдра потемневшие; стернум, эндиты, нижняя губа и хелицеры похожи по цвету на карапакс.

## Таксономия
Вид впервые описали в 2021 году южноафриканские арахнологи Руан Боойсен и Чарльз Хаддад (Department of Zoology and Entomology, University of the Free State, Блумфонтейн, ЮАР) по типовым материалам из Африки.

## Распространение
Африка: Сенегал.